# Alfa-2 macroglobulina
La Alfa-2 macroglobulina (abreviada α2M o A2M) es una proteína plasmática encontrada en la sangre. Se produce en el hígado y es un componente mayor de la banda alfa-2 de la electroforesis de las proteínas.
Función: Inactiva a la trombina y a los factores IXa, Xa, XIa y XIIa. Además de funcionar como anticoagulante activa el factor estimulante de melanocitos promoviendo la proliferación celular. Es la antitrombina más potente.

## Estructura
Está compuesta por cuatro idénticas subunidades unidas por puentes disulfuro.
Función:
Inactiva a la trombina y a los factores IXa, Xa, XIa y XIIa. Además de funcionar como anticoagulante activa el factor estimulante de melanocitos promoviendo la proliferación celular. Es la antitrombina más potente.
Nota: La heparina ejerce un efecto anticoagulante al actuar como cofactor de la ATIII y, por tanto, al potenciar la función inhibidora de la coagulación de esta.
(Fundamentos y técnicas de análisis hematológicos y citológicos)
- Datos: Q22680187